# Tarik Oulida
Tarik Oulida (Amsterdam, 19 gennaio 1974) è un ex calciatore olandese, di ruolo centrocampista.